# Vossloh
Vossloh AG er en tysk jernbaneteknologikoncern med hovedkvarter i Werdohl. De leverer bl.a. fastgøringsmaterialer, sveller, sporskiftere og signaler.